# Kolgahuset
Kolgahuset eller Kolgapalatset är ett höghus beläget på Skeppsbron 13, Nyhamnen i Malmö. Det ligger i kvarteret Kolga, som är döpt efter en av havsguden Ägir och gudinnan Rans döttrar i nordisk mytologi, som därmed även gett namn åt huset.
Kolgahuset är ett av de första exemplen i Malmö på renodlad funktionalism. Fastigheten ritades av Carl-Axel Stoltz och byggdes 1934–1935 för att vara huvudkontor åt företaget Skånska Cementgjuteriet, idag Skanska. Huset rymmer även ett antal privatbostäder.

## Galleri

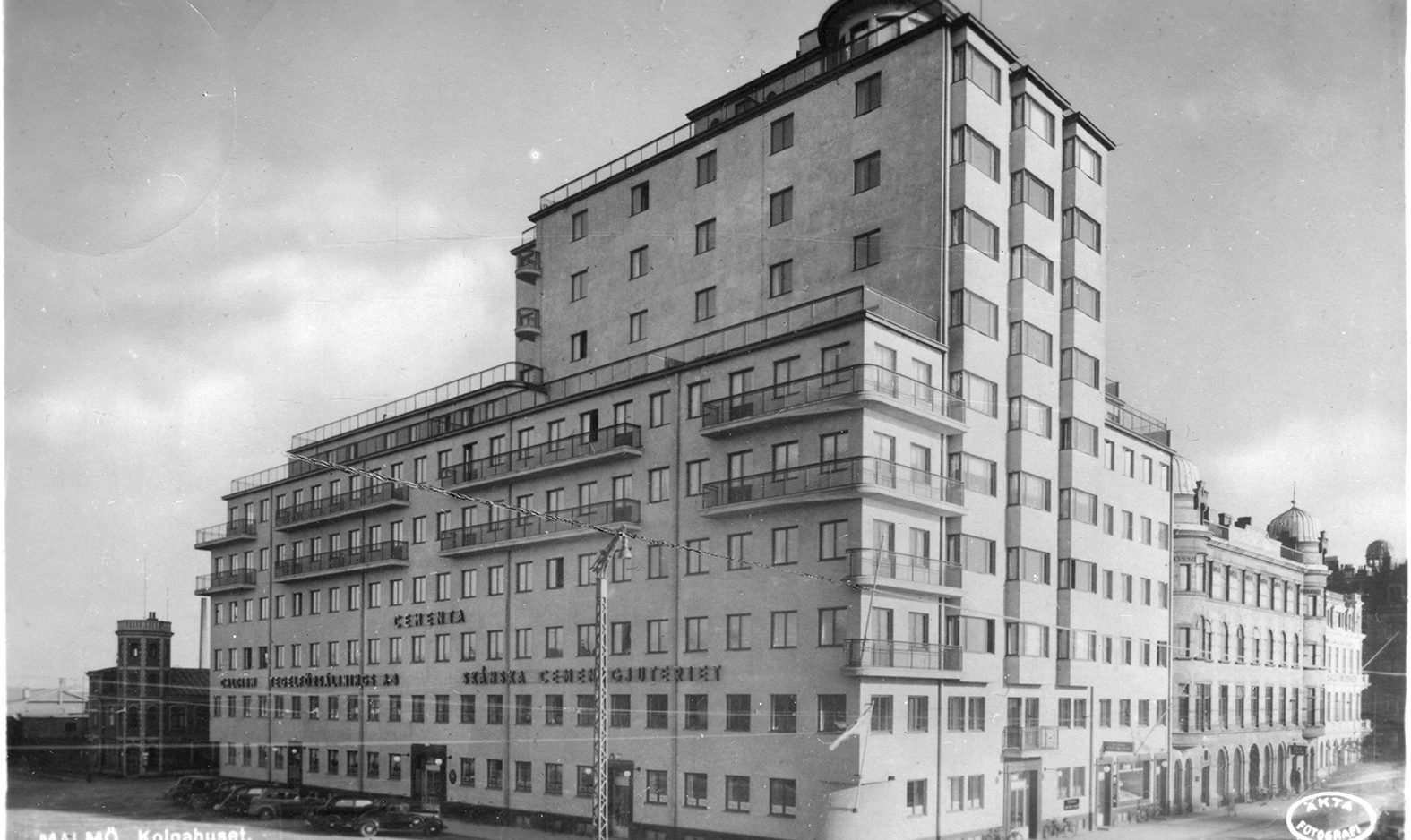
Kolgahuset, 1937.
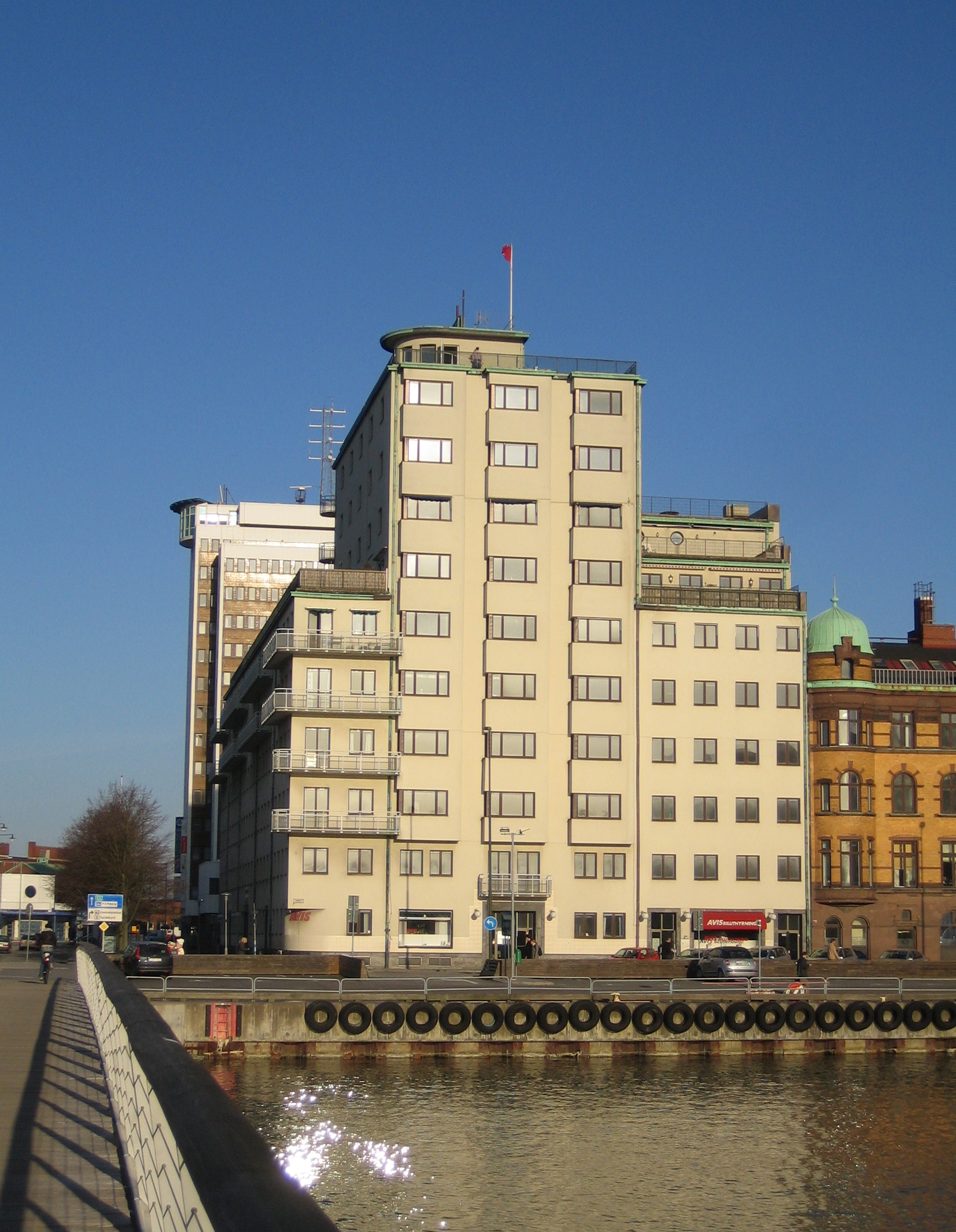
Kolgahuset sett från Skeppsbron.
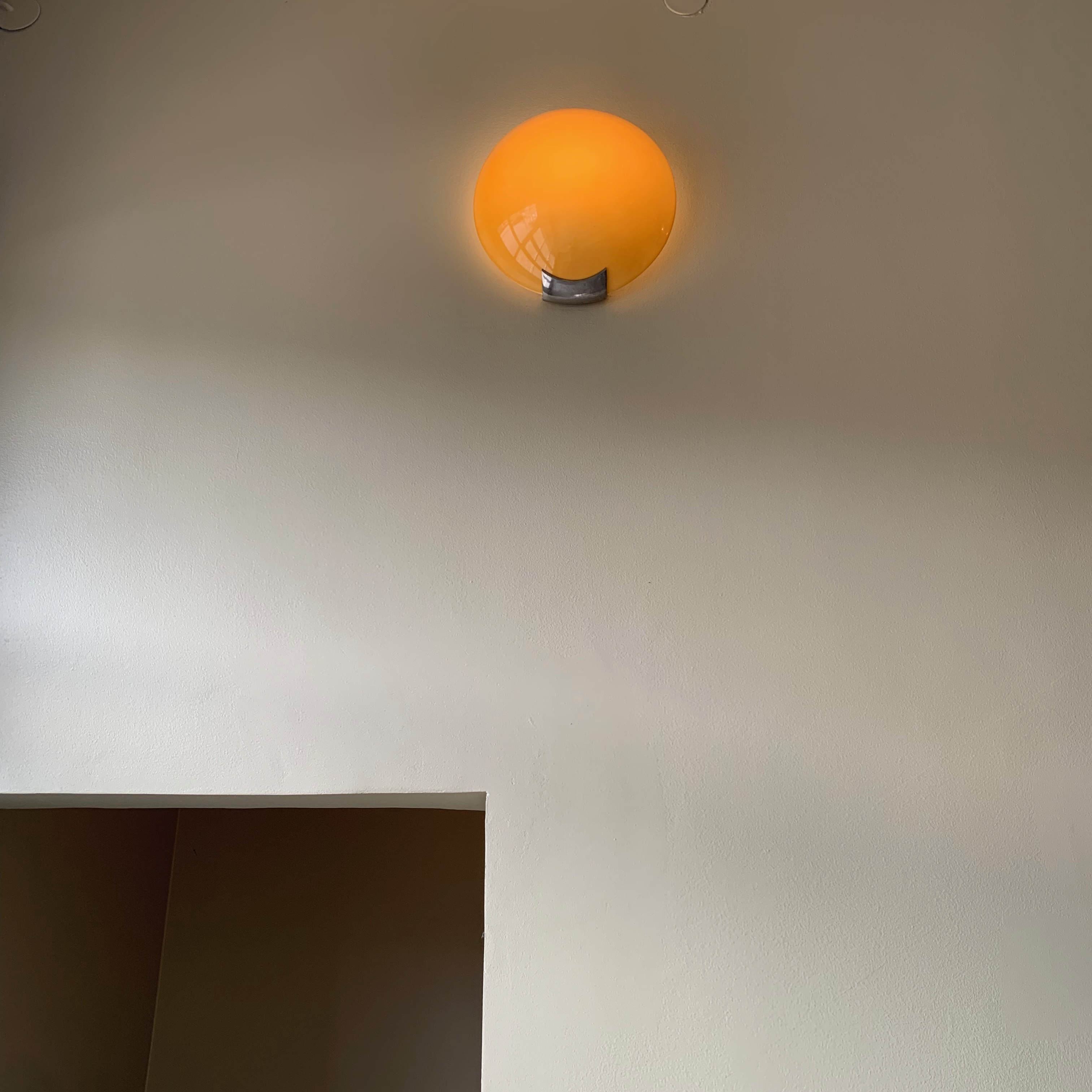
Kolgahuset, interiör, trapphus.